# Odluka umirovljene stare gospođe (Naruto epizoda)
Odluka umirovljene stare gospođe je epizoda animea Naruto Shippuden. Ovo je 12. epizoda 1. sezone.

## Radnja
Pakkun nanjuši Sasorijev miris te ga odluči slijediti. On ga dovede do Akatsukijevg tajnog skrovišta skrivenog u zatvorenoj pećini. Pakkun se zatim odluči vratiti i dati izvještaj Kakashiju, pošto je daljnje približavanje skrovištu preopasno. U međuvremenu, Tim Guy se sve više približava Sunagakuri.
U Sunagakuri, Naruto se upravo budi nakon Pakkunovog izvještaja Kakashiju. Kakashi Pakkunu zadaje još jednu zapovijed, nakon čega on odlazi, te Narutu kaže dobru vijest. Kankuro, koji još uvijek leži u krevetu, od Temari također doznaje vijest i odluči poći s Timom Kaqkashi u potjeru, što mu ona izbije iz glave te obeća da će ona sama ići s njima. Na polasku Tima Kakashi i Temarine skupine iz sela, međutim, dolazi ninja i priopći im da je vrhovno vijeće odlučilo ostaviti sve ninje u selu, kako druga skrivena sela ne bi saznala za Sunagakurin poraz i sadašnju slabost. Temari se protivi toj naredbi, govoreći kako bi barem jedan Sunagakurin ninja trebao poći u potragu za svojim vlastitim Kazekageom, no odluči ostati nakon što se pojavi Chiyo i odluči poći s njima. Tim Kakashi, zajedno s Chiyo, konačno krene iz sela u potjeru za Akatsukijem. Na putu od nje saznaju neke detalje o repatim zvijerima, zvanima još i bijū, o tome kako svaka ima različit broj repova po kojem i sama dobiva naziv te o jinchūrikijima u kojima se nalaze. 
U međuvremenu, Pakkun pronađe i susreće se s Timom Guy te im priopćuje kako se Akatsuki nalazi u Zemlji Trave, što znači da su im oni sada najbliži. Tim Guy odluči s Pakkunom ići do Akatsukijevog skrovišta kako bi ondje mogli pričekati Tim Kakashi ili, ako bude potrebno, upasti u skrovište. 
Vođa Akatsukija, u međuvremenu, saznaje od Zetsua za približavanje Tima Guy te odluči poslati Kisamea kako bi se mogao suočiti s njim. Zetsu zatim primijeti i približavanje Tima Kakashi, na što Vođa pošalje Itachija u borbu.
Tim Guy, putujući preko kamenitog terena, primijećuje da ih netko prati te se iz zemlje zatim pojavi Kisame. Tim Kakashi dolazi na manju čistinu u šumi i ondje susreće Itachija, koji ih je već čakao.